# Пінгвін галапагоський
Пінгві́н галапаго́ський (Spheniscus mendiculus) — вид пінгвінів роду Пінгвін (Spheniscus), ендемічний для Галапагоських островів. Це єдиний вид пінгвінів, що мешкає на широті екватора і здатний виживати в таких умовах завдяки холодним течіям Гумбольдта і Кромвеля. Гніздиться переважно на острові Фернандіна та заході острова Ісабела, хоча менші популяції існують і на інших островах архіпелагу. Чисельність популяції оцінюють в 1800 особин.
Галапагоський пінгвін — це вид очкових пінгвінів.

## Зовнішній вигляд
Дорослі особини галапагоських пінгвінів досягають зросту близько 50 см і ваги близько 2,5 кг. У галапагоських пінгвінів голова і спина чорні, біла смуга йде від горла вгору до голови і доходять до очей, спереду пінгвіни білі. Над дзьобом і кінчик над дзьобом — чорні, під дзьобом і шкіра навколо очей — рожево-жовті.

## Поширення
Галапагоський пінгвін унікальний серед інших пінгвінових тим, що його ареал — не антарктичні і субантарктичні райони, а розташовані всього за декілька десятків кілометрів від екватора Галапагоські острови. Близько 90 % пінгвінів мешкають на островах Фернандіна і Ісабела.
У Галапагоських пінгвінів найменший ареал і найменша чисельність серед пінгвінів. Світова популяція налічує менше 1000 пар.

## Живлення
Основний раціон галапагоських пінгвінів — дрібні риби, ракоподібні.

## Спосіб життя
Кількість особин галапагоських пінгвінів оцінюється в 1500—2000 дорослих птахів. Температура повітря в місцях проживання коливається в межах +18 — +28 °С, води — +22 — +24 °С.

## Розмноження
Галапагоські пінгвіни висиджують яйця зазвичай 38-40 днів, поперемінно самець з самкою. У віці 60-65 днів пташенята виходять в море з дорослими особинами.
Гніздяться галапагоські пінгвіни поруч з водою.